# Ревун (авиация)
Ревун — специальная труба, деревянной головкой прикрепленная к стабилизатору обычной фугасной авиационной бомбы. При падении бомбы деревянная головка вибрирует, и ревун начинает издавать протяжный звук, частота которого нарастает с увеличением скорости падения бомбы. Такие бомбы назывались воющими; они широко применялись немецкой авиацией во Второй мировой войне с целью психического воздействия на противника.